# 仲台院
仲台院（ちゅうだいいん）は、東京都江戸川区にある浄土宗の寺院。

## 概要
1539年（天文8年）、感蓮社応誉良道によって開山された。その後江戸時代中期、秀蓮社出誉によって中興された。
江戸時代、徳川将軍は鷹狩のために江戸郊外のこの地を度々訪れており、当寺は「御膳所」（休憩場所）に充てられた。綱差役（鷹狩の獲物となる鳥を飼育する役職）の加納甚内の屋敷が近くにあったことから、頻繁に訪問している。当寺の墓地には初代加納甚内（代々「加納甚内」を名乗り、綱差役を世襲した）の墓がある。
徳川吉宗が青菜のすまし汁を気に入り小松菜と名付けたのは新小岩香取神社とされているが、仲台院だとする文献もある。

## 交通アクセス
- 船堀駅より徒歩24分（経路案内）。